# Siêu cúp Anh 2019
FA Community Shield 2019 (hay Siêu Cúp Anh 2019 theo truyền thông tiếng Việt) là FA Community Shield hàng năm lần thứ 97, trận đấu giữa 2 đội vô địch mùa trước của Giải bóng đá Ngoại hạng Anh và Cúp FA. Vì Manchester City đã vô địch cả hai giải trên năm 2019, đối thủ của họ là đội á quân Giải bóng đá Ngoại hạng Anh 2018-19, Liverpool.
Trận đấu được tổ chức tại Sân vận động Wembley và Manchester City đã bảo vệ thành công chức vô địch năm 2018.

## Trận đấu

### Chi tiết
| Liverpool                                                    | 1–1      | Manchester City                                           |
| ------------------------------------------------------------ | -------- | --------------------------------------------------------- |
| - Matip 77'                                                  | Chi tiết | - Sterling 12'                                            |
| Loạt sút luân lưu                                            |          |                                                           |
| - Shaqiri - Wijnaldum - Lallana - Oxlade-Chamberlain - Salah | 4–5      | - Gündoğan - B. Silva - Foden - Zinchenko - Gabriel Jesus |

| Liverpool | Manchester City |

| GK               | 1  | Alisson                 |  |     |
| RB               | 66 | Trent Alexander-Arnold  |  | 67' |
| CB               | 12 | Joe Gomez               |  |     |
| CB               | 4  | Virgil van Dijk         |  |     |
| LB               | 26 | Andrew Robertson        |  |     |
| CM               | 14 | Jordan Henderson (c)    |  | 79' |
| CM               | 3  | Fabinho                 |  | 67' |
| CM               | 5  | Georginio Wijnaldum     |  |     |
| RF               | 11 | Mohamed Salah           |  |     |
| CF               | 9  | Roberto Firmino         |  | 79' |
| LF               | 27 | Divock Origi            |  | 79' |
| Thay người:      |    |                         |  |     |
| GK               | 22 | Simon Mignolet          |  |     |
| DF               | 6  | Dejan Lovren            |  |     |
| DF               | 32 | Joël Matip              |  | 67' |
| MF               | 8  | Naby Keïta              |  | 67' |
| MF               | 15 | Alex Oxlade-Chamberlain |  | 79' |
| MF               | 20 | Adam Lallana            |  | 79' |
| MF               | 23 | Xherdan Shaqiri         |  | 79' |
| Huấn luyện viên: |    |                         |  |     |
| Jürgen Klopp     |    |                         |  |     |

| GK               | 1             | Claudio Bravo       |     |     |
| RB               | 2             | Kyle Walker         |     |     |
| CB               | 5             | John Stones         |     |     |
| CB               | 30            | Nicolás Otamendi    |     |     |
| LB               | 11            | Oleksandr Zinchenko |     |     |
| CM               | 17            | Kevin De Bruyne     | 33' | 89' |
| CM               | 16            | Rodri               |     |     |
| CM               | 21            | David Silva (c)     |     | 61' |
| RF               | 20            | Bernardo Silva      |     |     |
| CF               | 7             | Raheem Sterling     |     |     |
| LF               | 19            | Leroy Sané          |     | 13' |
| Thay người:      |               |                     |     |     |
| GK               | 31            | Ederson             |     |     |
| DF               | 12            | Angeliño            |     |     |
| DF               | 50            | Eric García         |     |     |
| MF               | 8             | İlkay Gündoğan      |     | 61' |
| MF               | 47            | Phil Foden          |     | 89' |
| FW               | 9             | Gabriel Jesus       |     | 13' |
| FW               | 10            | Sergio Agüero       |     |     |
| Huấn luyện viên: |               |                     |     |     |
| Pep Guardiola    | Pep Guardiola | Pep Guardiola       | 42' |     |

| Cầu thủ xuất sắc nhất trận: Kevin De Bruyne (Manchester City) Trợ lý trọng tài: Sian Massey-Ellis (Birmingham) Dan Cook (Hampshire) Trọng tài thứ 4: Stuart Attwell (Birmingham) Trợ lý trọng tài thứ 2: Neil Davies (London) Trợ lý trọng tài video: Anthony Taylor (Cheshire) Bổ sung trợ lý trọng tài video: Steve Child (London) | Quy tắc trận đấu - 90 phút chính thức - Đá luân lưu nếu tỷ số hòa - Mỗi đội được đăng ký tối đa 7 cầu thủ dự bị - Mỗi đội được phép thay người tối đa 6 lần. |